# Quartier Terdelt
Pour les articles homonymes, voir Terdelt.
Terdelt est un quartier résidentiel de Bruxelles situé sur la commune de Schaerbeek à la frontière de la commune d'Evere. Le quartier résidentiel est composé de la cité Terdelt et des rues environnantes.
Le quartier tient son nom de celui de l'ancien plateau de terre agricole ter-dal (dans le vallon) sur lequel il est bâti. L'endroit avait été choisi en 1868 pour l'implantation du cimetière communal de Schaerbeek qui cèdera la place un siècle plus tard à un centre sportif et à un parc.
Le quartier Terdelt et le quartier voisin, le quartier des Fleurs, forment un ensemble cohérent situé entre le boulevard Lambermont, la chaussée de Haecht et l'avenue Charles Gilisquet.

## Cité Terdelt
La cité Terdelt est conçue autour d'une place centrale de forme ovale où un square sert de point de rencontre. Pour éviter la circulation de passage, les rues qui s'en éloignent sont courbes et étroites ; elles se rejoignent à différents ronds-points.
Les maisons unifamiliales étaient à l'origine destinées à être mises en location. En raison de la demande et pour raison financière, elles ont été vendues. De petits immeubles à logements multiples, destinés à la seule location, ont également été construits. L'inauguration de l'ensemble a eu lieu en 1931. La cité se caractérise par l'usage de briques rouges rehaussées de parties crépies.
À sa construction, la cité était isolée entre terre agricole et cimetière. Aujourd'hui, elle n'a pas conservé son homogénéité ; beaucoup de maisons ont été repeintes ou transformées avec des matériaux différents de ceux d'origine. Elle a toutefois conservé un côté village qu'une association d'habitants se charge de préserver.

## Transport en commun
Le quartier est desservi par les bus de la STIB 64, 65 et 66.
La gare SNCB la plus proche est celle d'Evere située sur la ligne 26.

## Galerie de photos

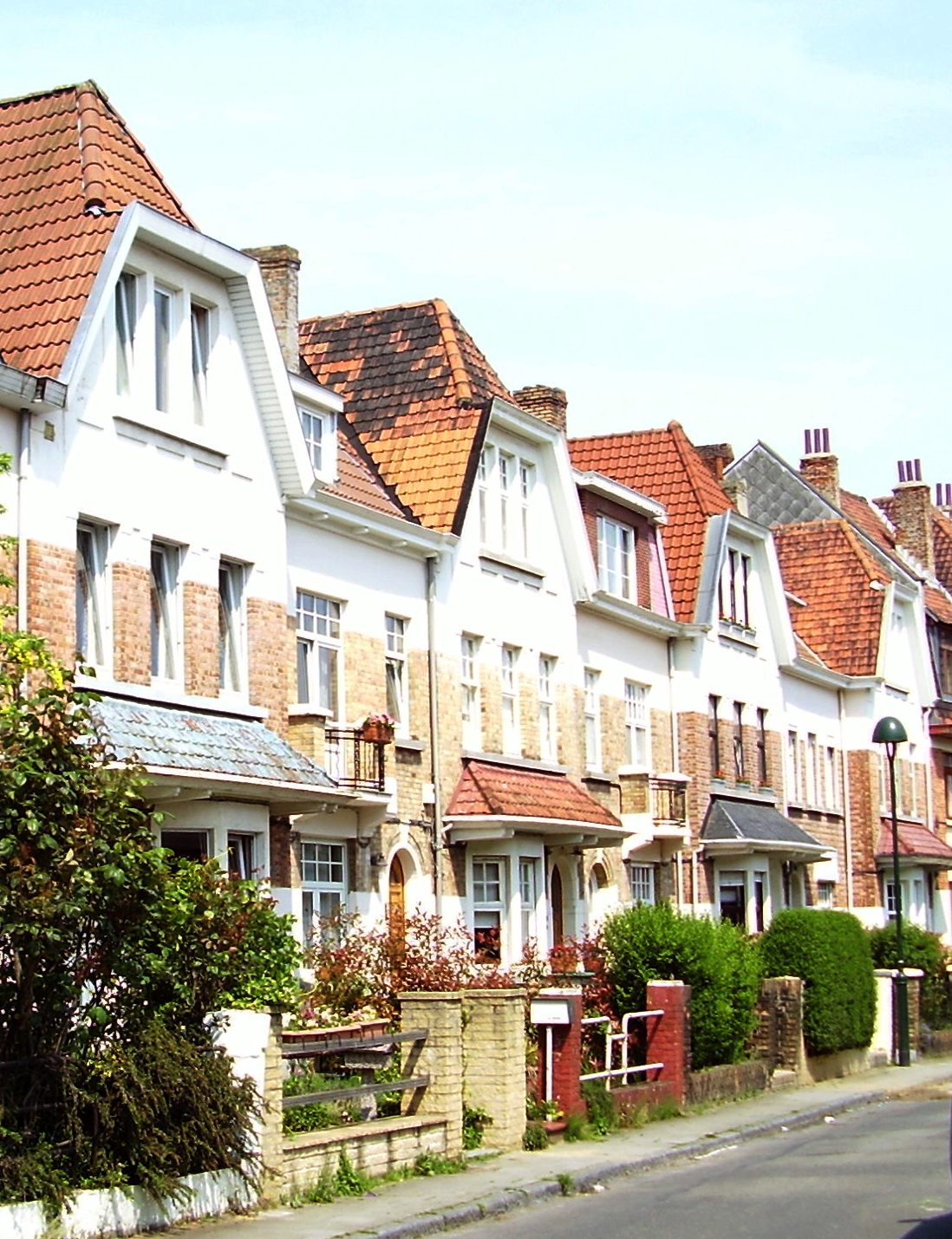
Cité Terdelt
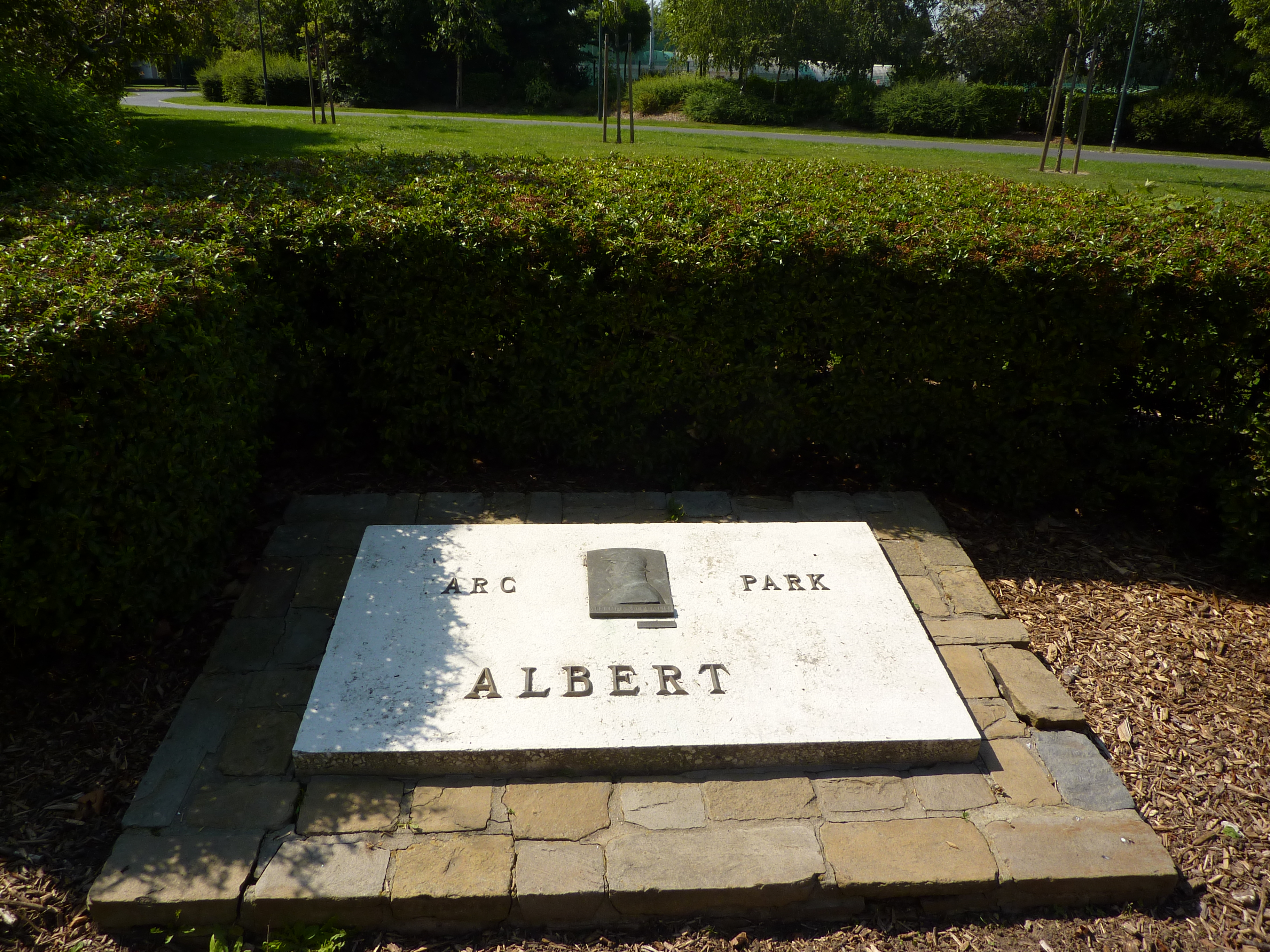
Parc Albert 1er
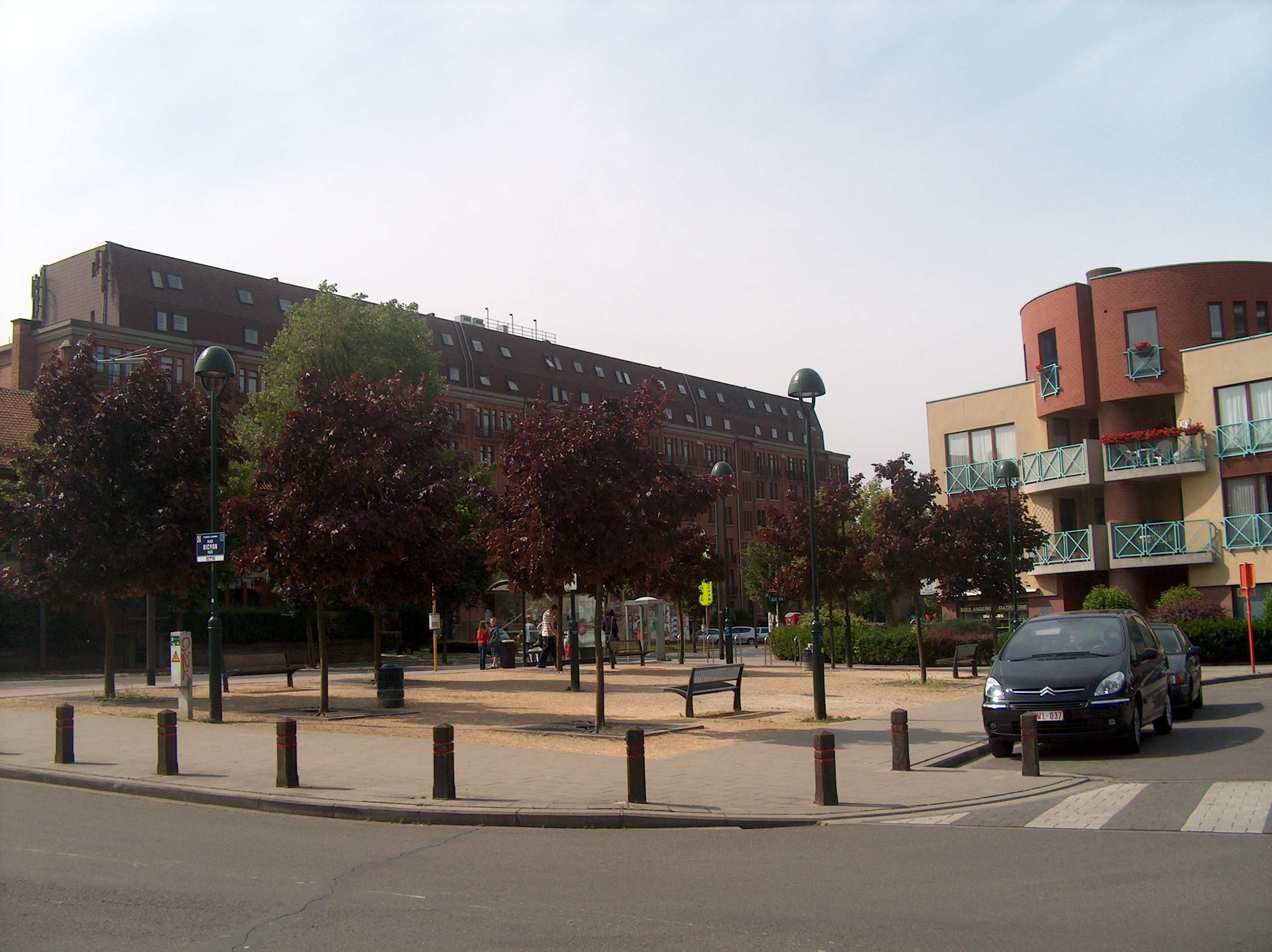
Place Bichon
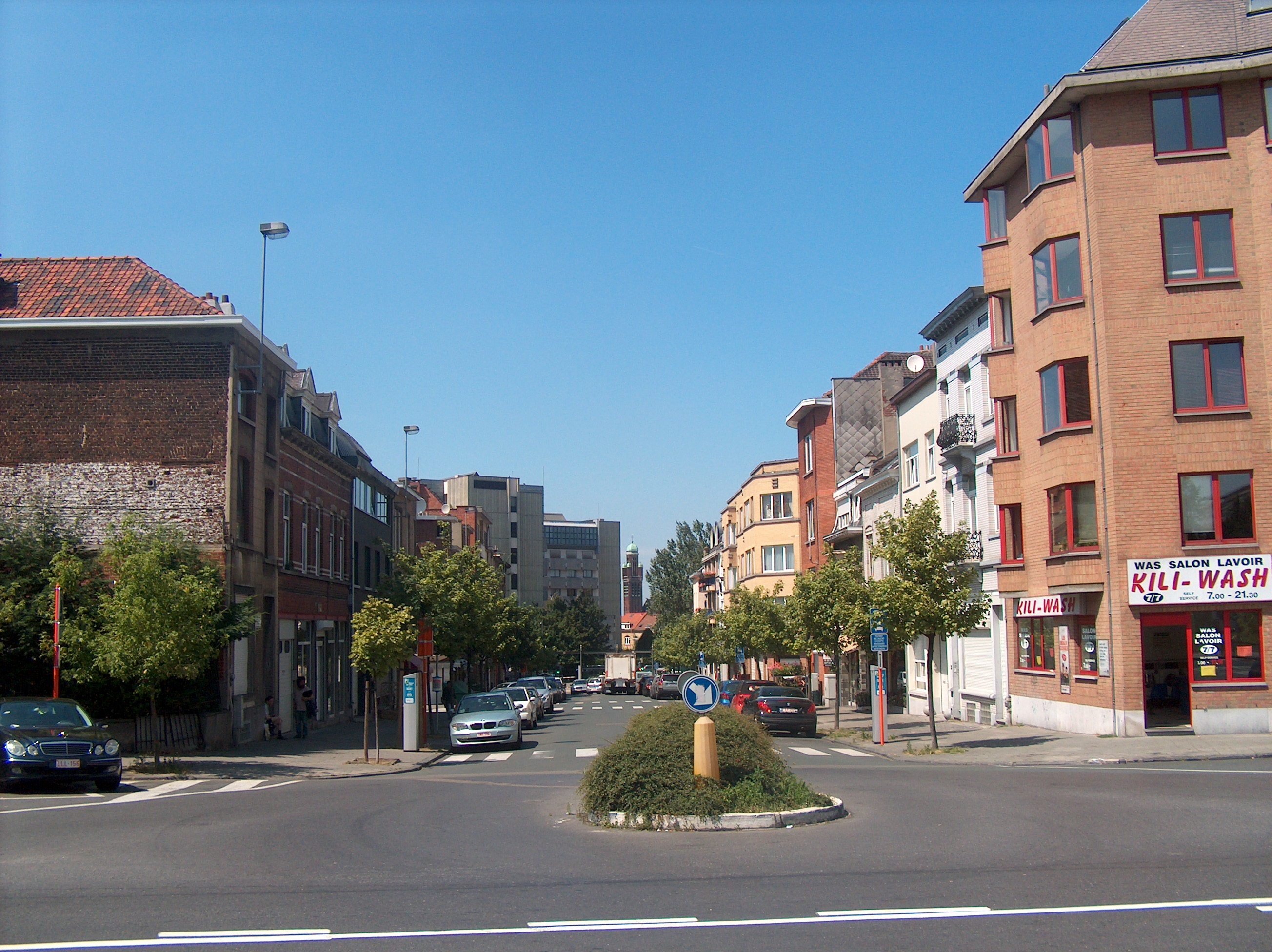
Vue depuis la place Terdelt